# Comuna Mala Zubivșciîna, Korosten
Mala Zubivșciîna (în ucraineană Малозубівщинська сільська рада) este o comună în raionul Korosten, regiunea Jîtomîr, Ucraina, formată din satele Mala Zubivșciîna (reședința) și Zubivșciîna.

## Demografie
Componența lingvistică a comunei Mala Zubivșciîna
     Ucraineană (91,04%)
     Rusă (5,35%)
Conform recensământului din 2001, majoritatea populației comunei Mala Zubivșciîna era vorbitoare de ucraineană (91,04%), existând în minoritate și vorbitori de rusă (5,35%).